# 함진규
함진규(咸珍圭, 1959년 8월 13일 ~ )는 대한민국의 정치인이다. 자유한국당 소속의 제19대 ~ 제20대 국회의원이다. 2017년 12월 정책위원회 의장에 선출됐다.

## 학력
- 도창국민학교 졸업
- 소래중학교 졸업
- 인하대학교 사범대학 부속고등학교 졸업
- 고려대학교 법과대학 법학 학사
- 고려대학교 정책대학원 국제관계학 석사
- 고려대학교 대학원 정치외교학 박사과정 수료
- 고려대학교 법무대학원 법학 석사
- 고려대학교 대학원 법학 박사과정 수료

## 경력
- 도창초등학교 총동문회 부회장
- 소래중학교 총동문회 부회장
- 한나라당 경기도 지부 고양시 덕양구 갑 지구당 부위원장
- 한나라당 국제통일분과 부위원장
- 2002년 4월 ~ 2002년 5월: 제3회 전국동시지방선거 경기도 고양시장 한나라당 예비후보
- 2002년 6월 13일: 제3회 전국동시지방선거 당선(민선 3기, 경기 고양시 제1선거구, 한나라당, 초선)
- 2002년 7월 ~ 2006년 6월: 제6대 경기도의회 의원(민선 3기, 경기 고양시 제1선거구, 한나라당, 초선)
- 2006년 5월 31일: 제4회 전국동시지방선거 당선(민선 4기, 경기 시흥시 제2선거구, 한나라당, 재선)
- 2006년 7월 ~ 2008년 2월: 제7대 경기도의회 의원(민선 4기, 경기 시흥시 제2선거구, 한나라당, 재선)
- 제7대 경기도의회 한나라당 전반기 대표의원
- 한나라당 경기도당 공천심사위원회 위원
- 한나라당 경기도당 행정안전위원회 위원장
- 한나라당 경기도당 공천심사위원회 위원
- 한나라당 중앙당 수석부대변인
- 2008년 ~ 2012년: 한나라당 경기도당 시흥시 갑 당원협의회 위원장
- 2012년 ~ 2017년: 새누리당 경기도당 시흥시 갑 당원협의회 위원장
- 한국무역보험공사 등기이사
- 경민대학교 교수
- 고려대학교 법과대학 강사
- 2012년 4월 11일: 대한민국 제19대 국회의원 선거 당선(경기 시흥시 갑, 새누리당, 초선)
- 2012년 5월 30일 ~ 2016년 5월 29일: 제19대 국회의원(경기 시흥시 갑, 새누리당, 초선)
- 2012년 7월 ~ 2016년 5월: 제19대 국회 국토교통위원회 위원
- 2012년 7월 ~ 2012년 12월: 국회쇄신특별위원회 새누리당 간사위원
- 2012년 8월 ~ 2012년 12월: 제19대 국회 태안유류피해대책특별위원회 위원
- 2013년 4월 ~ 2013년 9월: 제19대 국회 정치쇄신특별위원회 위원
- 2013년 7월 ~ 2014년 12월: 새누리당 재해대책위원회 위원
- 2013년 7월 ~ 2013년 12월: 새누리당 세종특별자치시특별위원회 위원
- 2013년 7월 ~ 2014년 5월: 제19대 국회 예산결산특별위원회 위원
- 2013년 9월 ~ : 고려대학교 교육대학원 겸임교수
- 2013년 11월 ~ 2015년 5월: 새누리당 직능특별위원회 건설위원회 위원장
- 2014년 1월 ~ 2014년 8월: 새누리당 대변인
- 2014년 6월 ~ 2015년 6월: 새누리당 경기도당 위원장
- 2014년 6월 ~ 2015년 6월: 제19대 국회 남북관계 및 교류협력 발전 특별위원회 위원
- 2015년 2월 ~ 2015년 2월: 제19대 국회 여성가족위원회 위원
- 2015년 7월 ~ 2016년 5월: 새누리당 원내부대표
- 2015년 7월 ~ 2016년 5월: 제19대 국회 운영위원회 위원
- 2016년 4월 13일: 대한민국 제20대 국회의원 선거 당선(경기 시흥시 갑, 새누리당, 재선)
- 2016년 5월 30일 ~ 2020년 5월 29일: 제20대 국회의원(경기 시흥시 갑, 새누리당→자유한국당→미래통합당, 재선)
- 2016년 6월 ~ 2018년 5월: 제20대 국회 전반기 국토교통위원회 위원
- 2017년 1월 ~ 2017년 2월: 새누리당 홍보본부장
- 2017년 2월: 자유한국당 홍보본부장
- 2017년 2월 ~ 2018년 2월: 자유한국당 경기도당 시흥시 갑 당원협의회 위원장
- 2017년 12월 ~ 2018년 12월: 자유한국당 정책위원회 의장
- 2018년 3월 ~ 2018년 6월: 자유한국당 제7회 전국동시지방선거 공약개발단 총괄단장
- 2018년 5월 ~ 2018년 6월: 자유한국당 제7회 전국동시지방선거 일자리! 설자리! 살자리! 중앙선거대책위원회 부위원장
- 2018년 5월 ~ 2018년 6월: 제7회 전국동시지방선거 자유한국당 남경필 경기도지사 후보 공동선거대책위원장
- 자유한국당 경기도당 고문
- 2018년 7월 ~ 2019년 5월: 제20대 국회 후반기 예산결산특별위원회 위원
- 2018년 7월 ~ 2020년 5월: 제20대 국회 후반기 국토교통위원회 위원
- 2018년 7월 ~ 2018년 12월: 자유한국당 혁신비상대책위원회 위원
- 2018년 8월 ~ 2018년 12월: 자유한국당 비상대책위원회 정책·대안정당 소위원회 위원장
- 2018년 10월 ~ 2019년 6월: 제20대 국회 후반기 사법개혁특별위원회 위원
- 2018년 10월 ~ 2019년 6월: 제20대 국회 후반기 4차산업혁명특별위원회 위원
- 2018년 12월 ~ 2020년 2월 : 자유한국당 경기도당 시흥시 갑 당원협의회 위원장
- 2019년 3월 : 자유한국당 미세먼지특별위원회 위원
- 2019년 10월 : 자유한국당 재정위원회 고문
- 2020년 2월 ~ 2020년 9월: 미래통합당 경기도당 시흥시 갑 당원협의회 위원장
- 2020년 9월 ~ 2023년 2월: 국민의힘 경기도당 시흥시 갑 당원협의회 위원장
- 2021년 9월 ~ 2021년 11월: 국민의힘 윤석열 제20대 대통령 선거 예비후보 국민캠프 정책본부 정책총괄본부 수도권대책본부장
- 2021년 12월 ~ 2022년 1월: 제20대 대통령 선거 국민의힘 선거대책위원회 조직총괄본부 경기인천본부장 겸 경기도 살리는 선거대책위원회 선거대책위원장단 총괄선거대책위원장
- 2022년 1월 ~ 2022년 3월: 국민의힘 제20대 대통령 선거 선거대책본부 조직본부 경기·인천본부장 겸 경기도 살리는 선거대책위원회 선거대책위원장단 총괄선거대책위원장
- 2022년 4월 ~ 2022년 5월: 제8회 전국동시지방선거 경기도지사 국민의힘 예비후보
- 2023년 2월 ~ : 제19대 한국도로공사 사장
- 국민의힘 경기도당 고문

## 논란

### 석사 학위 표절 논란
2016년 1월 SBS 8뉴스는 "현역 의원 논문 표절 의혹"이라는 제목으로 함진규 의원의 표절 의혹을 보도했다. 보도에서 강준영 한국외대 중국학과 교수는 "5페이지, 10페이지씩 통으로 갖다 집어넣고, 특히 도표 같은 것도 재구성을 전혀 하지도 않고 이거는 뭐 완벽한 표절에…."라고 말했다. 이인재 서울교대 윤리교육과 교수는 "학계에서 용인할 수 있는 수준을 심각하게 벗어난, 다른 사람이 해놓은 것을 마치 자신이 한 것처럼 글을 쓰고 있어서 상당히 문제가 크다고 봅니다"라고 말했다. 함진규 의원은 "중국에 관한 자료가 많지 않았기 때문에 많이 인용을 했을 거예요. 내 기억으로는…. 그대로 인용한 것도 많을 거예요. 정치할 줄 알았으면 내가 그렇게 안 썼지요. "라고 말했다.

### 공직선거법 위반
총선을 앞둔 2015년 12월부터 2016년 6월까지 7만5천부 배포한 의정 보고서에 2010년 이뤄진 과림동 일대 개발제한구역 해제를 '과림동 그린벨트 해제'라고 표기하는 등 자신에게 유리한 사정으로 왜곡해 허위사실을 알린 혐의로 불구속 기소되어 1심에서 벌금 90만원을 선고받았다. 2심에서도 벌금 90만원을 선고한 원심이 그대로 유지되었다. 이후 함진규 의원이 대법원 상고를 포기하여 원심이 확정되었다.

### 정책자료집 표절 발간 후 예산청구
뉴스타파의 조사결과 20대 의원 25명이 출처와 인용 표기 없이 다른 기관의 자료를 베껴 정책자료집을 낸 것으로 확인되었으며 이 중에 함진규 의원도 포함되었다. 함진규 의원은 표절 정책자료집의 발간 비용으로 890만원을 예산 청구해 타간 것으로 확인되었다. 이에 대하여 뉴스타파에서 함진규 의원 측에 연락하자 함진규 의원은 “처음 본다, 나는 모르는 일이다”라며 답변을 회피하였다.

## 역대 선거 결과
|  | 7.52% |

|  | 54.84% |

|  | 51.04% |

|  | 47.74% |

|  | 47.84% |

|  | 46.42% |

|  | 44.89% |

## 소속 정당
| 소속 정당 | 소속 정당      | 소속 기간 | 비고           |
| --------- | -------------- | --------- | -------------- |
|           | 국민신당       | 1997~1998 | 창당 정계 입문 |
|           | 새정치국민회의 | 1998~2000 | 합당           |
|           | 새천년민주당   | 2000~2002 | 합당           |
|           | 무소속         | 2002      | 탈당           |
|           | 한나라당       | 2002~2012 | 입당           |
|           | 새누리당       | 2012~2017 | 당명 변경      |
|           | 자유한국당     | 2017~2020 | 당명 변경      |
|           | 미래통합당     | 2020      | 합당           |
|           | 국민의힘       | 2020~현재 | 당명 변경      |

## 같이 보기
- 시흥시 갑
- 시흥시의 국회의원